# Challenger La Manche 2014
Il Challenger La Manche 2014 è stato un torneo di tennis facente parte della categoria ATP Challenger Tour nell'ambito dell'ATP Challenger Tour 2014. È stata la 21ª edizione del torneo che si è giocato a Cherbourg in Francia dal 24 febbraio al 2 marzo 2014 su campi in cemento indoor e aveva un montepremi di €64,000+H.

## Partecipanti singolare

### Teste di serie
| Nazionalità | Giocatore             | Ranking* | Testa di serie |
| ----------- | --------------------- | -------- | -------------- |
| Francia     | Kenny de Schepper     | 83       | 1              |
| Germania    | Dustin Brown          | 94       | 2              |
| Regno Unito | Daniel Evans          | 124      | 3              |
| Francia     | Marc Gicquel          | 131      | 4              |
| Francia     | Pierre-Hugues Herbert | 134      | 5              |
| Lituania    | Ričardas Berankis     | 149      | 6              |
| Italia      | Marco Cecchinato      | 167      | 7              |
| Francia     | Vincent Millot        | 170      | 8              |

- Ranking al 17 febbraio 2014.

### Altri partecipanti
Giocatori che hanno ricevuto una wild card:
- Lucas Pouille
- Axel Michon
- Albano Olivetti

Giocatori che sono passati dalle qualificazioni:
- Florent Serra
- Laurynas Grigelis
- Tarō Daniel
- Jules Marie

Giocatori che hanno ricevuto un entry come special exempt:
- Nikoloz Basilašvili

Giocatori che hanno ricevuto un entry con un protected ranking:
- Simone Bolelli
- Gilles Müller

## Vincitori

### Singolare
Kenny de Schepper ha battuto in finale  Norbert Gombos con il punteggio di 3–6, 6–2, 6–3

### Doppio
Henri Kontinen /  Konstantin Kravčuk hanno battuto in finale  Pierre-Hugues Herbert /  Albano Olivetti con il punteggio di 6–4, 6–7(3–7), [10–7]